# Ricardo Bescansa Castilla
Ricardo Bescansa Castilla (Bueu, 1888 – Santiago de Compostela, 14 de noviembre de 1965) fue un químico, farmacéutico y empresario español.

## Trayectoria
En 1917 fundó los Laboratorios Bescansa, para comercializar especialidades propias, entre las que cabe destacar el Laxante Bescansa, el preparado epidérmico Acnosán, el reconstituyente Jarabe Riché y el anti-ácido estomacal Oxagar. Entre 1918 y 1928 montó en Villagarcía de Arosa una fábrica de productos químicos para la obtención de productos derivados de las algas. Compró la farmacia a sus abuelos que habían fundado en 1843 Antonio Casares Rodríguez, situada en la plaza del Toural de Santiago de Compostela, .
Fue padre de Ricardo Bescansa Martínez y abuelo de Carolina Bescansa.